# عصب ماضغي
العصب الماضغي (بالإنجليزية: Masseteric nerve)‏ هو عصب يمر أفقيا فوق العضلة الجناحية الوحشية وأمام المفصل الصدغي الفكي وخلف وتر العضلة الصدغية، ويعبر ثلمة الفك السفلي مع الشريان الماضغي نحو السطح العميق للعضلة الماضغة حيث يتشعب نحو أطرافها الأمامية.
العصب الماضغي يتفرع من العصب الفكي السفلي ويعطي الإشارات العصبية للمفصل الصدغي الفكي.